# PGC 10139
LEDA/PGC 10139 (auch NGC 1023A) ist eine leuchtschwache, irreguläre Zwerggalaxie vom Hubble-Typ IBm im Sternbild Perseus am Nordsternhimmel. Sie ist schätzungsweise 38 Millionen Lichtjahre von der Milchstraße entfernt und hat einen Durchmesser von etwa 17.000 Lichtjahren. Vom Sonnensystem aus entfernt sich das Objekt mit einer errechneten Radialgeschwindigkeit von näherungsweise 740 Kilometern pro Sekunde. Die Galaxie ist ein enger Begleiter seines Nachbarn NGC 1023 und somit auch Mitglied der Galaxiengruppe LGG 70.
Halton Arp gliederte seinen Katalog ungewöhnlicher Galaxien nach rein morphologischen Kriterien in Gruppen. Diese Galaxie gehört zu der Klasse Elliptischer Galaxien mit nahen Fragmenten (Arp-Katalog).
Im selben Himmelsareal befinden sich unter anderem die Galaxien IC 239, PGC 10124, PGC 10180, PGC 10264.